# Za-Kpota
Za-Kpota är en kommun i departementet Zou i Benin.